# Kinesisk eksilkesfjäril
Kinesisk eksilkesfjäril (Antheraea pernyi) är en fjärilsart som beskrevs av Guérin-meneville 1855. Den ingår i släktet Antheraea och familjen påfågelsspinnare. Den härstammar från början från södra Kina men eftersom den används för produktion av vildsilke så har den spridits över stora delar av subtropiska och tropiska Asien. Inga underarter finns listade i Catalogue of Life.

## Utseende
Den kinesiska eksilkesfjärilen är en stor fjäril med 10–12 centimeter vingbredd, med lädergula vingar, nära yttre kanterna försedda med en vit, inåt mörkt begränsad tvärstrimma och på mitten prydda med var sin genomskinliga, av omväxlande mörka och ljusa ringar omgivna ögonfläck. Denna fjäril uppträder i två årliga generationer. De på hösten bildade pupporna övervintrar man inomhus under noggrann temperaturreglering, för att hindra, att fjärilen utvecklas tidigare än larvens näringsväxt. De befruktade honorna inläggas i Kina i korgar, där de avsätta sina ägg. De nykläckta larverna förses med kvistar av ek, varefter korgarna utsättas bland ekbuskar, där en väktare i mån av behov flyttar larverna från buske till buske. Det af dessa fjärilars kokonger vunna silket uppskattas av kineserna såsom starkare och billigare än det vanliga silket.

## Kinesisk eksilkesfjäril och människan
Under 1800-talet gjordes omfattande försök att odla kinesisk och japansk eksilkesfjäril i Europa. Syftet var att skaffa en för klimatet bättre lämpad art i stället för mullbärssilkesfjärilen, som ofta angrips av sjukdomar, genom vilka silkesodlingen kan lida stort avbräck. 
Den årliga produktionen av eksilkesfjärilar uppgår till 70 000 ton och ungefär hälften används till silkesproduktion, medan den andra halvan används till mat och för traditionell medicin.

## Bildgalleri

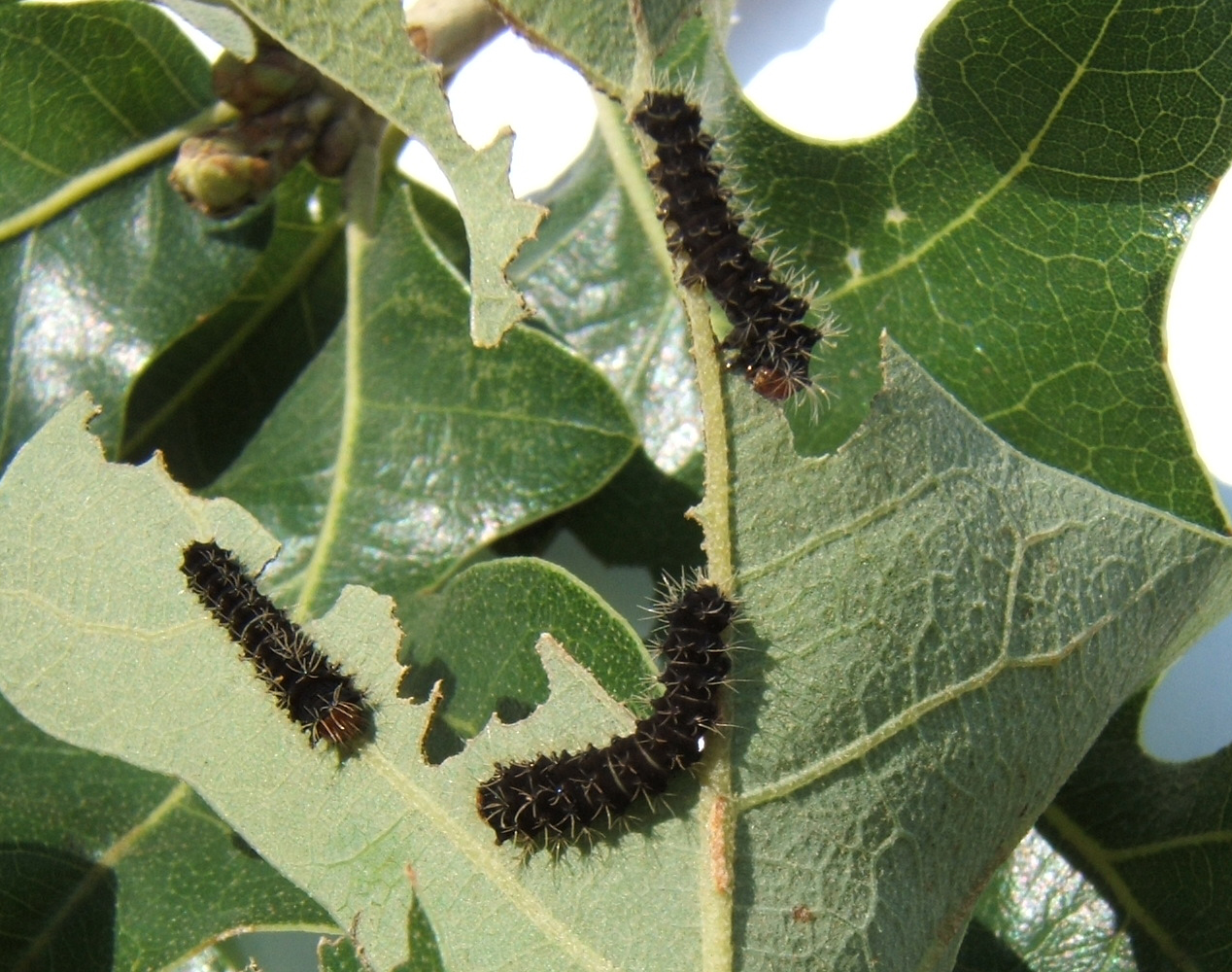
Larver i första stadiet
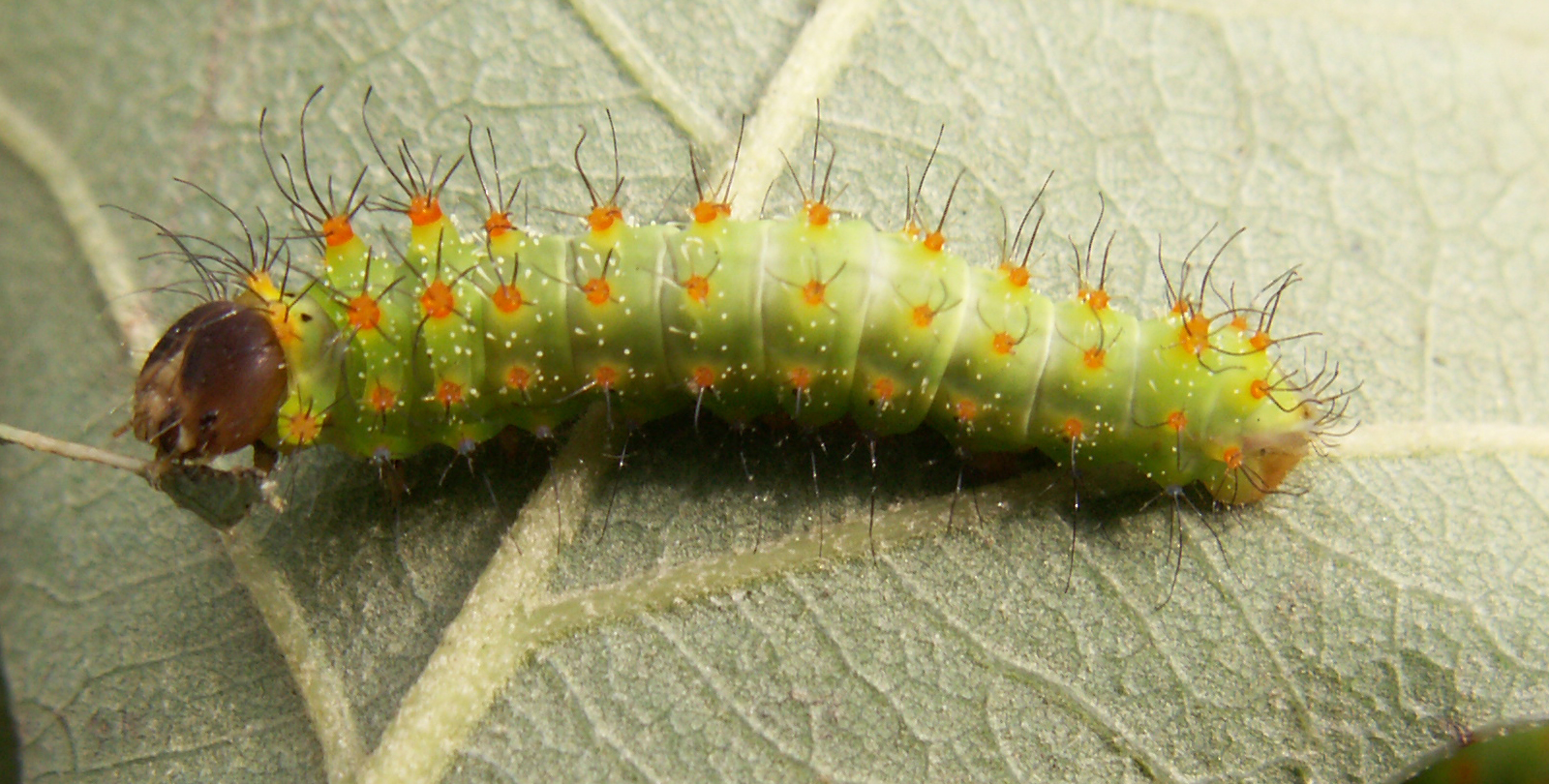
Larv i andra stadiet
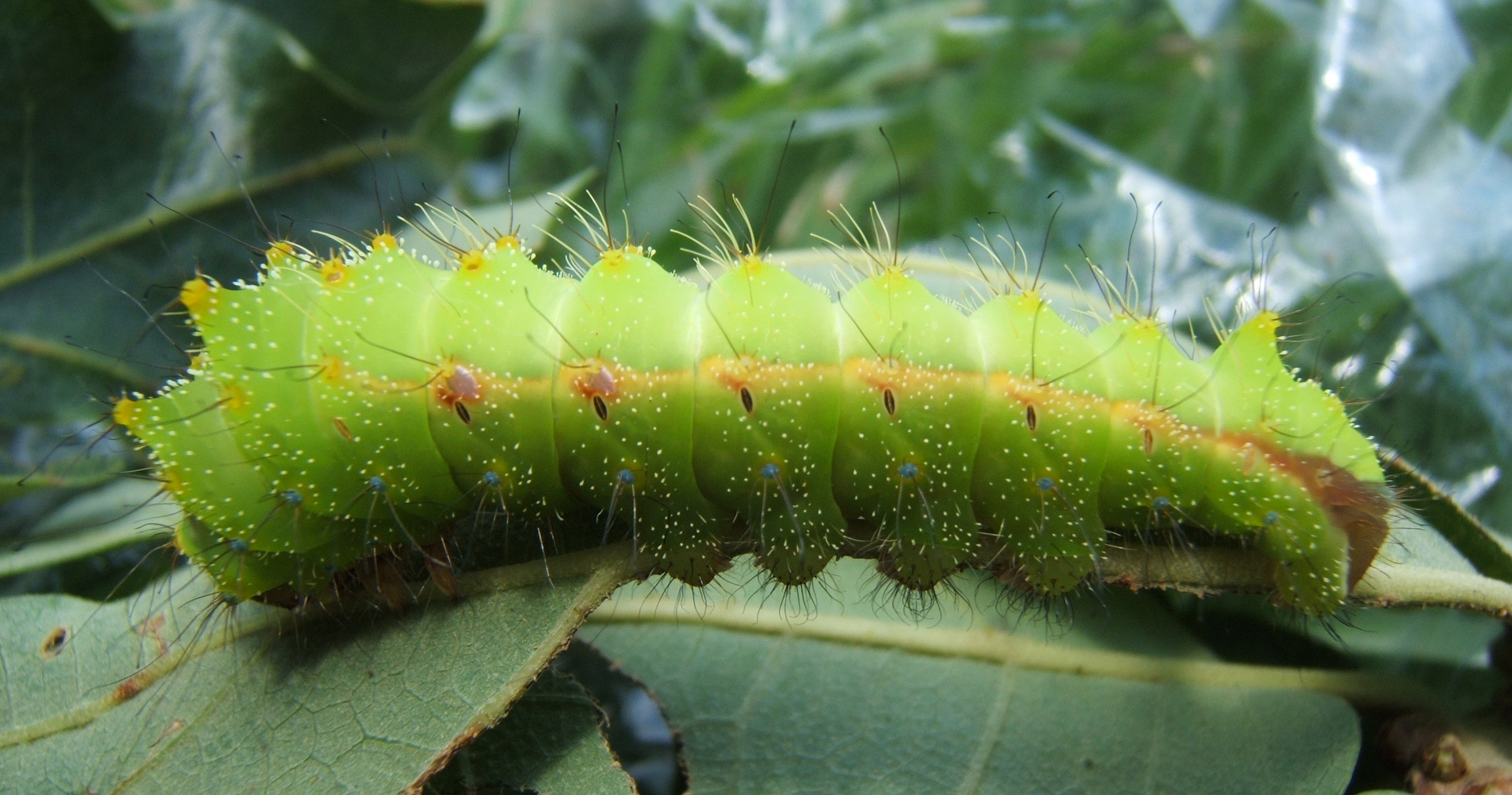
Larv i fjärde stadiet
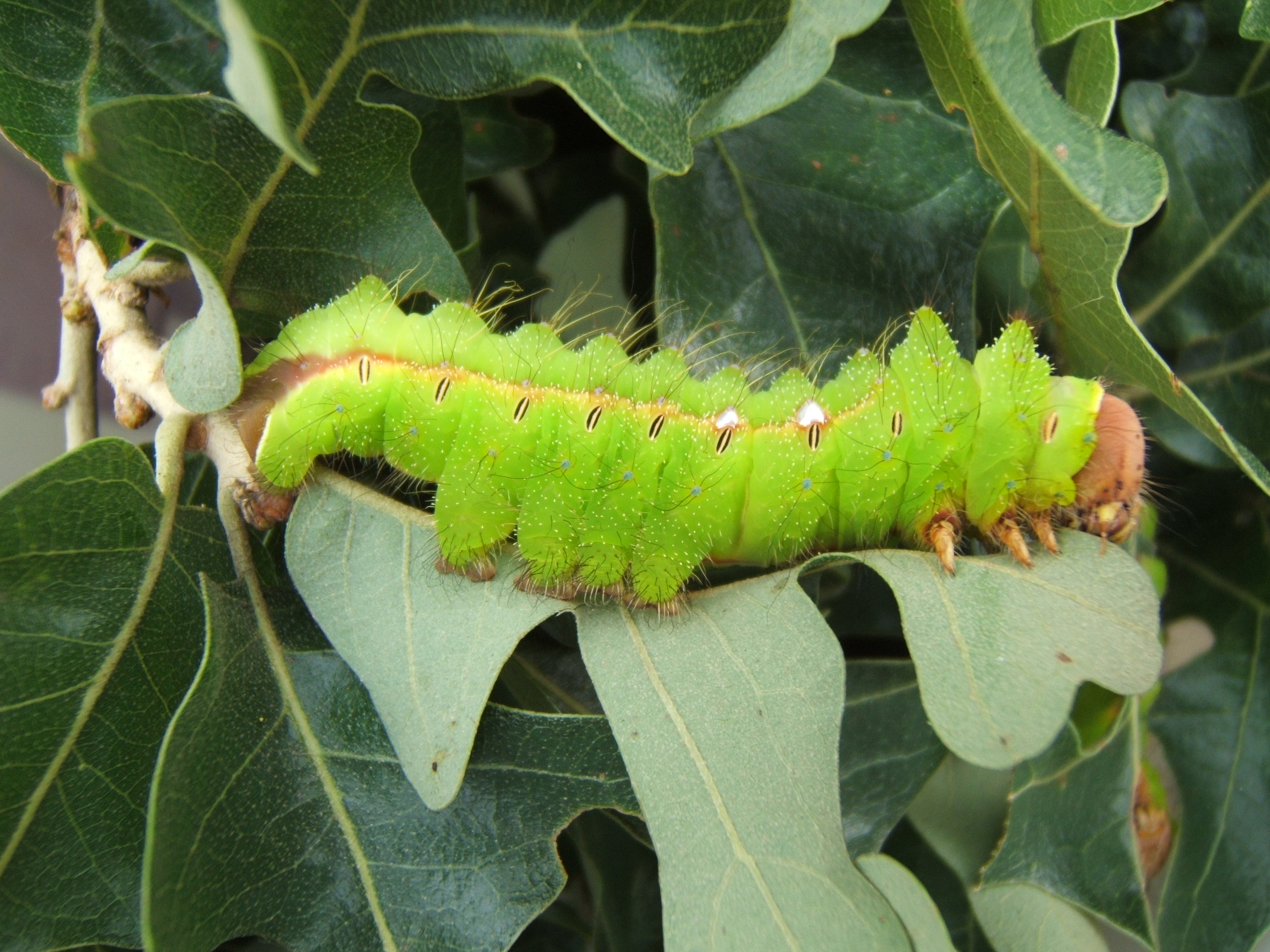
Larv i sjätte stadiet
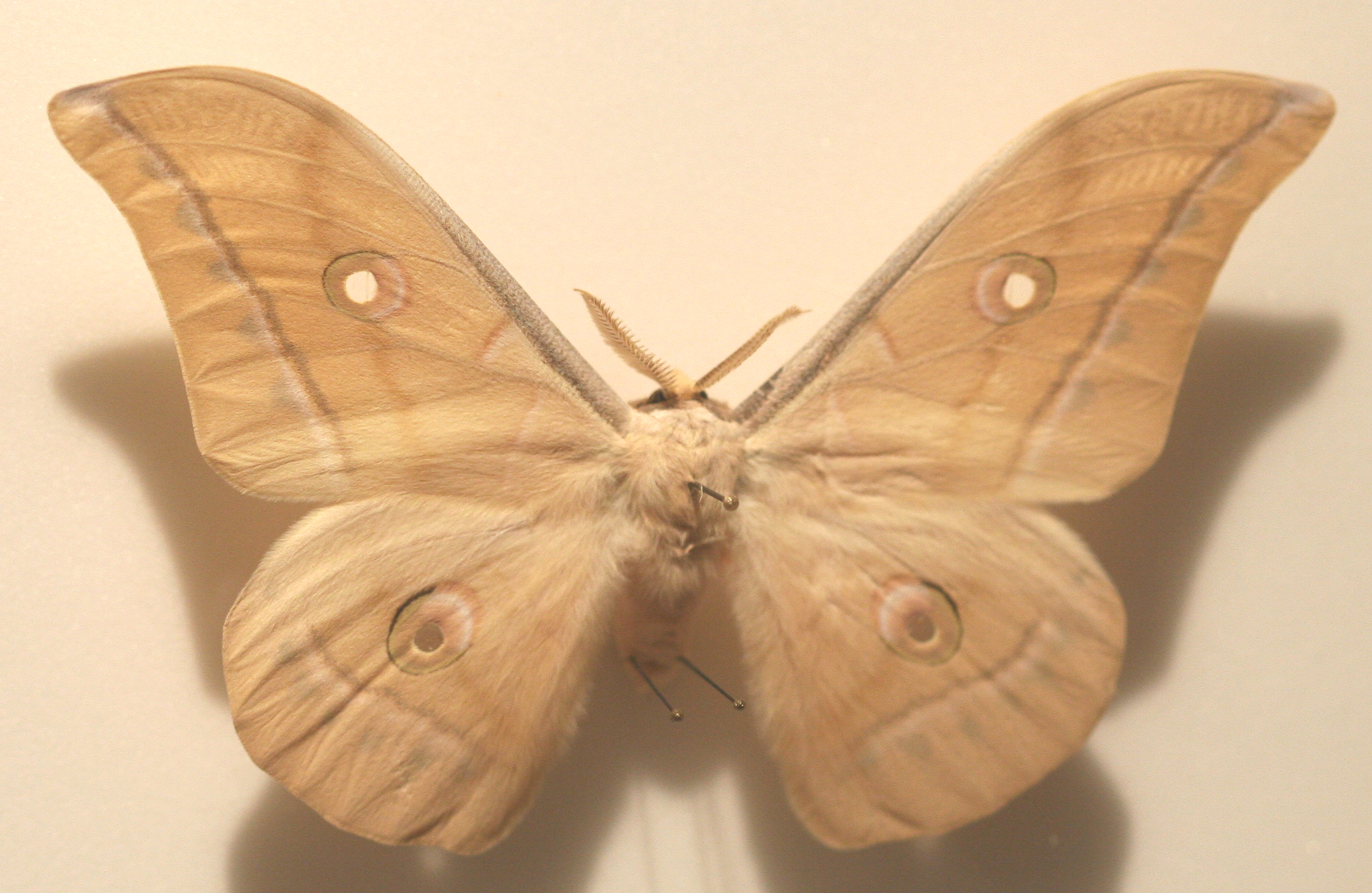